# Хорвати (Загреб)
Хорвати су насеље у саставу Града Загреба. Налази се у четврти Брезовица, Република Хрватска.

## Историја
До територијалне реорганизације у Хрватској налазили су се у саставу ужег подручја Града Загреба.

## Становништво
На попису становништва 2011. године, Хорвати су имали 1.490 становника.

## Попис1991.
На попису становништва 1991. године, насељено место Хорвати је имало 1.427 становника, следећег националног састава:
| Попис 1991.‍   | Попис 1991.‍  | Попис 1991.‍ | Попис 1991.‍ | Попис 1991.‍ |
| ------------- | ------------ | ----------- | ----------- | ----------- |
|               |              |             |             |             |
| Хрвати        | Хрвати       |             | 1.391       | 97,47%      |
| Срби          | Срби         |             | 8           | 0,56%       |
| Југословени   | Југословени  |             | 6           | 0,42%       |
| неопредељени  | неопредељени |             | 11          | 0,77%       |
| регион. опр.  | регион. опр. |             | 2           | 0,14%       |
| непознато     | непознато    |             | 9           | 0,63%       |
| укупно: 1.427 |              |             |             |             |